# 1955 في البرازيل
فيما يلي قوائم الأحداث التي وقعت خلال عام 1955 في البرازيل.

## سياسة

### تعيين في المنصب
- 11 نوفمبر – نيريو راموس رئيس البرازيل.

### انتهاء فترة المنصب
- 1 فبراير – نيريو راموس رئيس المجلس النيابي البرازيلي [الإنجليزية]‏.

## مواليد

### مارس
- 8 مارس – جواو باتيستا دا سيلفا لاعب كرة قدم برازيلي.

### أبريل
- 21 أبريل – تونينيو سيريسو لاعب كرة قدم برازيلي.

### مايو
- 15 مايو – آرثر بيرنانديس لاعب ومدرب كرة قدم برازيلي.

### يونيو
- 5 يونيو – إيدينيو نازاريث فيليو لاعب كرة قدم برازيلي.

### سبتمبر
- 25 سبتمبر – ماركوس هوسيفار لاعب كرة مضرب برازيلي.

### أكتوبر
- 1 أكتوبر – بولوتسي
- 25 أكتوبر – خوليو قوز لاعب كرة مضرب برازيلي.

### نوفمبر
- 9 نوفمبر – فرناندو ميريليس مخرج أفلام برازيلي.

## وفيات

### مارس
- 23 مارس – أرتر برنارديس (مواليد 1875) سياسي برازيلي.